# Mathieu Bozzetto
Mathieu Bozzetto (* 16. November 1973 in Chambéry) ist ein ehemaliger französischer Snowboarder.

## Werdegang
Bozzetto, der für den CS Val d’Isère startete, debütierte im November 1996 in Tignes im Snowboard-Weltcup und belegte dabei den 13. Platz im Riesenslalom. Seinen nächsten internationalen Auftritt hatte er im Januar 1997 bei den Snowboard-Weltmeisterschaften 1997 in Innichen. Dort wurde er Vierter im Riesenslalom. Nach Platz 14 zu Beginn der Saison 1997/98 im Riesenslalom in Tignes, kam er mit dem sechsten Platz im Riesenslalom in Kaprun erstmals unter die ersten Zehn im Weltcup. Im weiteren Saisonverlauf errang er fünf Top-Zehn-Platzierungen, darunter Platz zwei im Riesenslalom in Grächen und belegte zum Saisonende den vierten Platz im Riesenslalom-Weltcup. Bei seiner ersten Olympiateilnahme 1998 in Nagano gelang ihn der fünfte Platz im Riesenslalom. Im März 1998 wurde er französischer Meister im Parallelslalom. Zu Beginn der Saison 1998/99 kam er mit dem zweiten Platz im Parallel-Riesenslalom in Tandådalen und dem dritten Platz im Parallelslalom in Ischgl erneut aufs Podest. Im Januar 1999 holte er im Parallelslalom in Morzine seinen ersten Weltcupsieg und errang tags darauf den zweiten Platz im Parallel-Riesenslalom. Beim Saisonhöhepunkt den Snowboard-Weltmeisterschaften 1999 in Berchtesgaden gewann er die Silbermedaille im Parallelslalom. Zudem belegte er den 14. Platz im Riesenslalom und den 13. Rang im Parallel-Riesenslalom. Bei den folgenden Weltcups siegte er viermal und errang außerdem einmal den zweiten und einmal den dritten Platz. Er gewann damit den Slalomweltcup und den Gesamtweltcup. Im Riesenslalomweltcup wurde er Dritter. In der folgenden Saison siegte er, bei 20 Weltcupteilnahmen, neunmal und belegte einmal den zweiten Platz. Damit gewann er den Parallelweltcup, den Parallel-Riesenslalomweltcup und wie im Vorjahr den Gesamtweltcup. Im Riesenslalomweltcup errang er den zweiten Platz.
Zu Beginn der Saison 2000/01 holte Bozzetto im Parallelslalom in Ischgl seinen 15. Weltcupsieg. Es folgten weitere zwei Siege und vier dritte Plätze und gewann damit zum Saisonende den Parallelslalom-Weltcup. Bei den Snowboard-Weltmeisterschaften 2001 in Madonna di Campiglio belegte er den 86. Platz im Riesenslalom, den achten Rang im Parallelslalom und den fünften Platz im Parallel-Riesenslalom. In der Saison 2001/02 siegte er im Weltcup viermal. Zudem errang er dreimal den dritten und einmal den zweiten Platz. Beim Saisonhöhepunkt den Olympischen Winterspielen 2002 in Salt Lake City wurde er Sechster im Parallel-Riesenslalom. Zum Saisonende gewann er den Parallelweltcup und wie im Vorjahr den Parallelslalomweltcup. Im Parallel-Riesenslalomweltcup erreichte er den zweiten Platz. Nach Rang 23 im Parallel-Riesenslalom in Valle Nevado zu Beginn der Saison 2002/03, siegte er in Sölden im Parallelslalom und im Parallelriesenslalom. Es folgte Platz zwei in Tandådalen und weitere Weltcupsiege in Whistler, in Stoneham und in Bad Gastein. Bei den Snowboard-Weltmeisterschaften im Januar 2003 am Kreischberg holte er die Silbermedaille im Parallelslalom. Zudem errang er den vierten Platz im Parallel-Riesenslalom. Beim folgenden Weltcup in Maribor wurde er Dritter im Parallelslalom. Im März 2003 holte er in Sapporo zwei Weltcupsiege und belegte zweimal den dritten und einmal den zweiten Platz und gewann damit zum dritten Mal den Parallelweltcup. In der folgenden Saison erreichte er bei 15 Weltcupteilnahmen drei Weltcupsiege und vier zweite Plätze und belegte damit den zweiten Platz im Parallelweltcup. In der Saison 2004/05 nahm er nur an zwei Weltcups teil. Dabei belegte er den zweiten Platz im Parallelslalom in Sierra Nevada und den 14. Rang im Parallel-Riesenslalom in Tandådalen.
In der Saison 2005/06 kam Bozzetto im Weltcup fünfmal unter die ersten Zehn, darunter zweimal auf den zweiten Platz. Beim Saisonhöhepunkt den Olympischen Winterspielen 2006 in Turin verpasste er mit dem vierten Platz im Parallel-Riesenslalom knapp eine Medaille. Im März 2006 wurde er französischer Meister im Parallel-Riesenslalom und belegte den 11. Platz im Gesamtweltcup und den siebten Rang im Parallelweltcup. In der folgenden Saison errang er acht Top-Zehn-Platzierungen, darunter einmal den dritten und einmal den zweiten Platz. Bei den Snowboard-Weltmeisterschaften 2007 in Arosa kam er auf den zehnten Platz im Parallel-Riesenslalom und auf den fünften Rang im Parallelslalom. Die Saison beendete er auf dem siebten Platz im Gesamtweltcup und auf dem fünften Rang im Parallelweltcup. In der Saison 2007/08 holte er bei 12 Teilnahmen im Weltcup vier Siege und erreichte damit im Gesamt und im Parallelweltcup jeweils den zweiten Platz. Im April 2008 siegte er bei den französischen Meisterschaften in Grand Bornand im Parallel-Riesenslalom. Nachdem er in der Saison 2008/09 pausierte, startete er zu Beginn der Saison 2009/10 in Landgraaf und errang dabei den zweiten Platz im Parallelslalom. Es folgten im weiteren Saisonverlauf zwei Top-Zehn-Resultate, darunter Platz zwei im Parallel-Riesenslalom beim Weltcup in Telluride. Bei den Olympischen Winterspielen 2010 in Vancouver holte er die Bronzemedaille im Parallel-Riesenslalom. Zum Saisonende erreichte er den 19. Platz im Gesamtweltcup und den 11. Platz im Parallelweltcup. Seinen letzten Auftritt hatte er im April 2010 bei den französischen Meisterschaften in L’Alpe d’Huez. Dort wurde er französischer Meister im Parallel-Riesenslalom.
Bozzetto nahm an 159 Weltcuprennen teil. Dabei siegte er 35-mal und belegte 111-mal eine Platzierung unter den ersten zehn.

## Teilnahmen an Weltmeisterschaften und Olympischen Winterspielen

### Olympische Spiele
- 1998 Nagano: 5. Platz Riesenslalom
- 2002 Salt Lake City: 6. Platz Parallel-Riesenslalom
- 2006 Turin: 4. Platz Parallel-Riesenslalom
- 2010 Vancouver: 3. Platz Parallel-Riesenslalom

### Weltmeisterschaften
- 1997 Innichen: 4. Platz Riesenslalom
- 1999 Berchtesgaden: 2. Platz Parallelslalom, 13. Platz Parallel-Riesenslalom, 14. Platz Riesenslalom
- 2001 Madonna di Campiglio: 5. Platz Parallel-Riesenslalom, 8. Platz Parallelslalom, 86. Platz Riesenslalom
- 2003 Kreischberg: 2. Platz Parallelslalom, 4. Platz Parallel-Riesenslalom
- 2007 Arosa: 5. Platz Parallelslalom, 10. Platz Parallel-Riesenslalom

## Weltcupsiege
| Nr. | Datum             | Ort              | Disziplin             |
| --- | ----------------- | ---------------- | --------------------- |
| 1.  | 5. Januar 1999    | Morzine          | Parallelslalom        |
| 2.  | 5. Februar 1999   | Park City        | Parallelslalom        |
| 3.  | 13. Februar 1999  | Asahikawa        | Parallel-Riesenslalom |
| 4.  | 11. März 1999     | Olang            | Parallel-Riesenslalom |
| 5.  | 12. März 1999     | Olang            | Parallelslalom        |
| 6.  | 10. Dezember 1999 | Whistler         | Riesenslalom          |
| 7.  | 17. Dezember 1999 | Mont Sainte-Anne | Riesenslalom          |
| 8.  | 9. Januar 2000    | Morzine          | Parallelslalom        |
| 9.  | 16. Januar 2000   | Berchtesgaden    | Parallelslalom        |
| 10. | 26. Januar 2000   | Tandådalen       | Parallel-Riesenslalom |
| 11. | 27. Januar 2000   | Tandådalen       | Parallelslalom        |
| 12. | 4. Februar 2000   | Ischgl           | Parallelslalom        |
| 13. | 16. März 2000     | Livigno          | Parallelslalom        |
| 14. | 18. März 2000     | Livigno          | Riesenslalom          |
| 15. | 1. Dezember 2000  | Ischgl           | Parallelslalom        |
| 16. | 7. Januar 2001    | Kreischberg      | Parallelslalom        |
| 17. | 9. Februar 2001   | Berchtesgaden    | Parallelslalom        |
| 18. | 9. September 2001 | Valle Nevado     | Parallelslalom        |
| 19. | 2. Dezember 2001  | Ischgl           | Parallel-Riesenslalom |
| 20. | 15. Dezember 2001 | Mont Sainte-Anne | Parallelslalom        |
| 21. | 1. März 2002      | Sapporo          | Parallel-Riesenslalom |
| 22. | 29. Oktober 2002  | Österreich       | Parallel-Riesenslalom |
| 23. | 30. Oktober 2002  | Österreich       | Parallelslalom        |
| 24. | 18. Dezember 2002 | Whistler         | Parallelslalom        |
| 25. | 20. Dezember 2002 | Stoneham         | Parallel-Riesenslalom |
| 26. | 5. Januar 2003    | Bad Gastein      | Parallelslalom        |
| 27. | 1. März 2003      | Sapporo          | Parallel-Riesenslalom |
| 28. | 1. März 2003      | Sapporo          | Parallelslalom        |
| 29. | 11. Januar 2004   | L’Alpe d’Huez    | Parallelslalom        |
| 30. | 20. Februar 2004  | Sapporo          | Parallel-Riesenslalom |
| 31. | 21. Februar 2004  | Sapporo          | Parallelslalom        |
| 32. | 10. Oktober 2007  | Landgraaf        | Parallelslalom        |
| 33. | 16. Dezember 2007 | Nendaz           | Parallelslalom        |
| 34. | 9. Januar 2008    | Bad Gastein      | Parallelslalom        |
| 35. | 3. März 2008      | Lake Placid      | Parallel-Riesenslalom |

## Weltcup-Gesamtplatzierungen
| Saison    | Gesamt | Gesamt | Parallel | Parallel | Parallel-Riesenslalom | Parallel-Riesenslalom | Parallelslalom | Parallelslalom | Snowboardcross | Snowboardcross | Riesenslalom | Riesenslalom | Slalom | Slalom |
| Saison    | Punkte | Platz  | Punkte   | Platz    | Punkte                | Platz                 | Punkte         | Platz          | Punkte         | Platz          | Punkte       | Platz        | Punkte | Platz  |
| --------- | ------ | ------ | -------- | -------- | --------------------- | --------------------- | -------------- | -------------- | -------------- | -------------- | ------------ | ------------ | ------ | ------ |
| 1996/97   | 50     | 119.   | –        | –        | –                     | –                     | –              | –              | –              | –              | 500          | 45.          | –      | -      |
| 1997/98   | 305    | 26.    | –        | –        | –                     | –                     | –              | –              | –              | –              | 3050         | 4.           | –      | -      |
| 1998/99   | 1263   | 1.     | –        | –        | –                     | –                     | –              | –              | 240            | 35.            | 4270         | 3.           | 5850   | 1.     |
| 1999/2000 | 1309   | 1.     | 7610     | 1.       | 7610                  | 1.                    | –              | –              | –              | –              | 3836         | 2.           | –      | -      |
| 2000/01   | 776    | 25.    | –        | –        | –                     | –                     | 6785           | 1.             | –              | –              | 1018         | 13.          | –      | -      |
| 2001/02   | –      | –      | 2530     | 1.       | 5552                  | 2.                    | 4250           | 1.             | 560            | 28.            | 450          | 5.           | –      | -      |
| 2002/03   | –      | –      | 11050    | 1.       | –                     | –                     | –              | –              | –              | –              | –            | –            | –      | -      |
| 2003/04   | –      | –      | 7838     | 2.       | –                     | –                     | –              | –              | –              | –              | –            | –            | –      | -      |
| 2004/05   | –      | –      | 980      | 28.      | –                     | –                     | –              | –              | –              | –              | –            | –            | –      | -      |
| 2005/06   | 3481   | 11.    | 3481     | 7.       | –                     | –                     | –              | –              | –              | –              | –            | –            | –      | -      |
| 2006/07   | 3830   | 7.     | 3830     | 5.       | –                     | –                     | –              | –              | –              | –              | –            | –            | –      | -      |
| 2007/08   | 6100   | 2.     | 6100     | 2.       | –                     | –                     | –              | –              | –              | –              | –            | –            | –      | -      |
| 2008/09   | –      | –      | –        | –        | –                     | –                     | –              | –              | –              | –              | –            | –            | –      | -      |
| 2009/10   | 2150   | 19.    | 2150     | 11.      | –                     | –                     | –              | –              | –              | –              | –            | –            | –      | -      |